# Дисульфид диспрозия
Дисульфид диспрозия — бинарное неорганическое соединение
диспрозия и серы
с формулой DyS2,
кристаллы.

## Получение
- Нагревание стехиометрических количеств чистых веществ в инертной атмосфере:

{\displaystyle {\mathsf {Dy+2S\ {\xrightarrow {1600^{o}C}}\ DyS_{2}}}}

## Физические свойства
Дисульфид диспрозия образует кристаллы
тетрагональной сингонии, пространственная группа P 42/n, параметры ячейки a = 0,7697 нм, c = 0,7861 нм, Z = 8,
структура типа дисульфида европия EuS2
.
Соединение устойчиво до температур выше 1600°C
и имеет область гомогенности 65,2÷66,7 ат.% серы .